# Thüringerberg
Thüringerberg település Ausztria legnyugatibb tartományának, Vorarlbergnek a Bludenzi járásában található. Területe 10,39 km², lakosainak száma 675 fő, népsűrűsége pedig 65 fő/km² (2014. január 1-jén). A település 877 méteres tengerszint feletti magasságban helyezkedik el.

## Fordítás
- Ez a szócikk részben vagy egészben  a   Thüringerberg című angol Wikipédia-szócikk ezen változatának fordításán alapul.  Az eredeti cikk szerkesztőit annak laptörténete sorolja fel. Ez a jelzés csupán a megfogalmazás eredetét és a szerzői jogokat jelzi, nem szolgál a cikkben szereplő információk forrásmegjelöléseként.